# Nicola Di Bari
Nicola Di Bari (eigentlich: Michele Scommegna; * 29. September 1940 in Zapponeta) ist ein italienischer Sänger und Schauspieler.

## Leben und Wirken
Am erfolgreichsten war er in den 1960er und 1970er Jahren. Hier erschienen zahlreiche Singles von ihm bei den Musiklabels Jolly und RCA Italia. Auch spielte er in einigen Spielfilmen mit, sein bekanntester war wohl Der Sizilianer mit Bud Spencer.
Er gewann zweimal das Sanremo-Festival: 1971 zusammen mit Nada und Il cuore è uno zingaro und 1972 mit I giorni dell’arcobaleno. Mit diesem Titel nahm er auch am Eurovision Song Contest in Edinburgh teil, wo er den sechsten Platz belegte.